# Val-Maravel
Val-Maravel ist eine Gemeinde im französischen Département Drôme in der Region Auvergne-Rhône-Alpes. Sie entstand 1973 aus der Fusion der bisherigen Gemeinden Fourcinet, La Bâtie-Crémezin und Le Pilhon. Sie gehört zum Arrondissement Die und zum Kanton Le Diois. Sie grenzt im Norden an Boulc, im Nordosten an Montbrand, im Osten an La Haute-Beaume, im Südosten an La Beaume, im Süden an Beaurières und im Westen an Lesches-en-Diois. Eine örtliche Erhebung ist der 1692 m hohe Sommet de Luzet.

## Bevölkerungsentwicklung
| Jahr                       | 1962 | 1968 | 1975 | 1982 | 1990 | 1999 | 2008 | 2015 |
| -------------------------- | ---- | ---- | ---- | ---- | ---- | ---- | ---- | ---- |
| Einwohner                  | 83   | 59   | 48   | 43   | 41   | 43   | 43   | 56   |
| Quellen: Cassini und INSEE |      |      |      |      |      |      |      |      |